# Szturm Groznego (1994–1995)
Szturm Groznego (pierwszy szturm Groznego, pierwsza bitwa o Grozny) – kilkutygodniowe, ciężkie walki w trakcie I wojny czeczeńskiej pomiędzy wojskiem rosyjskim wspieranym przez oddziały antydudajewowskiej opozycji czeczeńskiej a uzbrojonymi bojówkami separatystów, zagranicznych islamistów i UNA-UNSO o stolicę Republiki Czeczeńskiej na przełomie roku 1994 i 1995. Bitwa o miasto zakończyła się zwycięstwem armii rosyjskiej i opozycji czeczeńskiej walczącej o pozostanie Republiki Czeczeńskiej w ramach Federacji Rosyjskiej.

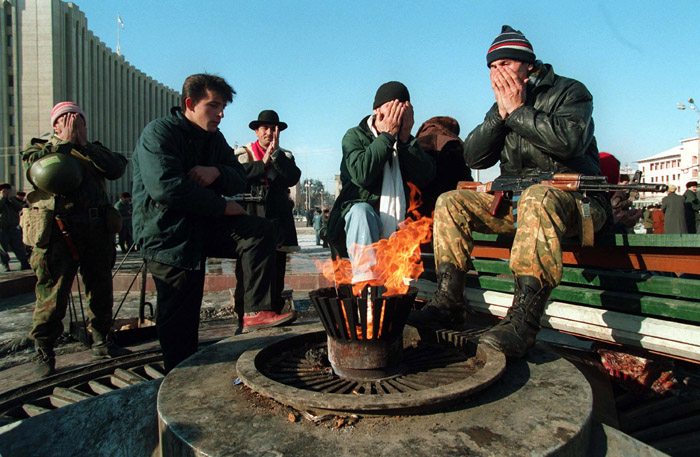
Bojownicy Dudajewa

## Siły stron

### Rosja
Według jej głównodowodzącego, gen. Graczowa w chwili przystąpienia do szturmu rosyjska grupa uderzeniowa dysponowała 230 czołgami, 454 pojazdami opancerzonymi 355 działami i moździerzami. Liczyła 38 tys. żołnierzy, z czego 6–10 tys. użyto w czasie szturmu. Oddziały te dysponowały wsparciem lotnictwa taktycznego, posiadającego w praktyce absolutną dominację w powietrzu.
Spośród jednostek biorących udział w operacji wymienia się oddziały i pododdziały:
- 76 i 106 dywizji powietrznodesantowej
- 137 i 237 pułku powietrznodesantowego
- 19 i 131 samodz. bryg. zmech.
- 81 pułku zmot.
- 31 samodz. bryg. powietrznodesantowej
- Specnazu GRU
- OMON-u i innych jednostek MSW

### Czeczenia
Armia czeczeńska w pojęciu regularnych jednostek wojskowych nie istniała. Nieliczne oddziały bazujące na sprzęcie pozostawionym przez armię rosyjską, która opuściła republikę w czerwcu 1992 roku (uzbrojone m.in. w czołgi i samoloty) zostały rozbite w listopadzie 1994, wkrótce po wkroczeniu Rosjan do Czeczenii. Obrońcy Groznego to głównie pospolite ruszenie – dość dobrze uzbrojeni w broń lekką cywile, z których większość odbyła służbę wojskową w Armii Radzieckiej. Rdzeniem tych oddziałów była gwardia prezydencka i czeczeński specnaz – formacje, które wcześniej odparły dwa, wspierane przez czołgi i rosyjskie lotnictwo ataki opozycji Dudajewa na Grozny. Wielu z nich walczyło wcześniej w Afganistanie i Abchazji. Groznego broniła również tzw. Brygada Międzynarodowa Dudajewa, składająca się z mudżahedinów przybyłych do Czeczenii z republik byłego ZSRR, państw islamskich (Iranu, Jordanii i Egiptu) oraz uciekinierów z Jugosławii i nacjonalistów ukraińskich z UNA-UNSO.
Liczba bojowników broniących miasta jest, jak to zwykle bywa w wypadku oddziałów nieregularnych, trudna do ustalenia. Według źródeł zachodnich było to ok. 5 tys. ludzi (z czego 1 tys. to cudzoziemscy ochotnicy). Ich uzbrojenie również jest trudne do oszacowania. Podaje się, że wycofujący się z republiki w czerwcu 1992 roku Rosjanie pozostawili m.in. ponad 40 czołgów, 140 dział, 41,5 tys. szt. broni strzeleckiej (głównie automatów), ok. 600 ręcznych wyrzutni pocisków p. panc. typu RPG i TOW (Fagot) oraz 27 wagonów kolejowych amunicji różnego typu. Jest niemal pewne, że duża część tej broni znalazła się w rekach obrońców (co najmniej 2 czołgi zostały użyte w walce ze zgrupowaniem „Północ”). Nie jest znana liczba broni, jaką zakupił Dudajew lub otrzymał z zagranicy (głównie z państw islamskich) i czy w ogóle takich zakupów dokonywał. Nie wiadomo też, ponieważ nie prowadzono takich statystyk, ile i jaką broń posiadali Czeczeńcy, zdobywając ją własnym sumptem, ponieważ każdy z nich, specjalnym rozporządzeniem prezydenta z 1991 roku, miał prawo taką broń nabywać i posiadać.
Według wielu obserwatorów, najlepszą bronią żołnierzy Dudajewa było jednak wysokie morale – świadomość celu prowadzonej walki i wysoka bojowość.

## Przygotowania do szturmu

### Decyzja
Armia federalna podeszła do miasta z trzech stron: od północy, zachodu i wschodu. 22 grudnia o świcie rozpoczęła ostrzał artyleryjski miasta, które było bombardowane przez lotnictwo rosyjskie już od kilku tygodni. Rosjanie do dziś utrzymują, że decyzję o szturmie podjęła 26 grudnia Rada Bezpieczeństwa, i to pomimo że wojskowi żądali jeszcze dwóch tygodni na przygotowania.

### Plan
Dla szturmu na Grozny oddziały rosyjskie podzielono na cztery grupy: „Północ” – pod dowództwem gen. Konstantego Pulikowskiego, „Północny Wschód” – pod dowództwem gen. Lwa Rochlina, „Zachód” – pod dowództwem gen. Walentina Pietruka i „Wschód” – pod dowództwem gen. Nikołaja Staśkowa. Pomysł ataku zawierał się w tym, aby nacierając z trzech kierunków, od wschodu, zachodu i północy, wejść do miasta, zdobyć pałac prezydencki, dworzec kolejowy i ważniejsze budynki.
Autorem czeczeńskiego planu obrony miasta był Asłan Maschadow – były pułkownik armii radzieckiej i szef sztabu Dudajewa. W 1991 uczestniczył w tłumieniu rozruchów niepodległościowych w Wilnie i dowodził obroną Groznego w czasie ataków opozycji na miasto w październiku i listopadzie – miał więc pewne doświadczenie w walkach w mieście. Wobec olbrzymiej dysproporcji sił zrezygnował on z klasycznej obrony liniowej, na rzecz tzw. „obrony ruchomej”, tj. niedużych, ruchliwych oddziałów atakujących z zaskoczenia w różnych punktach miasta.

## Szturm

### Atak pierwszy

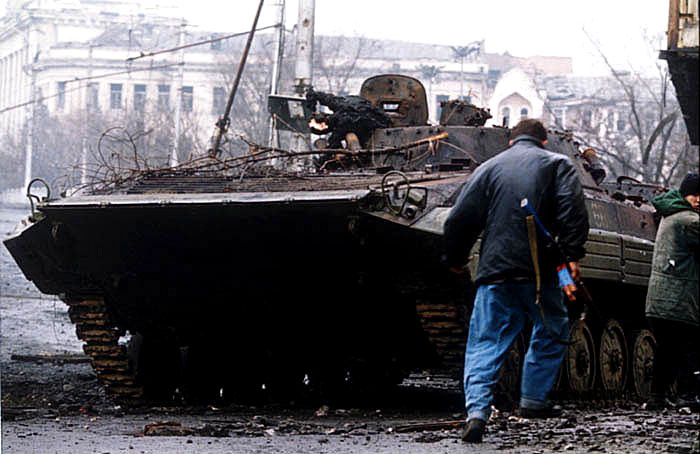
Czeczeński obrońca miasta przy spalonym BWP-ie, styczeń 1995

31 grudnia, po krótkim i mało skutecznym (niski pułap chmur) bombardowaniu lotniczym Rosjanie w trzech dużych kolumnach wkroczyli do miasta. Kilka tysięcy żołnierzy, 250 czołgów i innych pojazdów bez wsparcia lotnictwa, szczegółowych map i rozpoznania, ruszyło na centralny punkt miasta – pałac prezydencki, siedzibę Dudajewa. Według wspomnianego już planu Maschadowa, pancerne i zmechanizowane oddziały rosyjskie zostały wpuszczone w głąb miasta, a następnie zaatakowane i w praktyce rozbite. Rozciągnięte kolumny, niemal pozbawione osłony, stały się łatwym celem, dla doskonale znających miasto, niedużych grup Czeczeńców uzbrojonych w automaty, karabiny snajperskie, a przede wszystkim w granatniki RPG-7 (z powodzeniem używano także butelek z płynem zapalającym). W oddziałach szturmowych zapanował chaos, czołgi błądziły po ulicach Groznego stając się łatwym celem dla obrońców. Rosjanie zostali okrążeni w niedużych grupach, w różnych punktach miasta i dopiero następnego dnia, z dużymi stratami wyrwali się z okrążenia opuszczając miasto.
Atak był nieskoordynowany, brakowało współdziałania pomiędzy poszczególnymi rodzajami wojsk, grupami uderzeniowymi, a nawet oddziałami w ramach atakujących jednostek. Czołgi nie były należycie osłaniane przez piechotę, co w wypadku walk w mieście, ma kluczowe znaczenie. Piechota zamiast towarzyszyć czołgom albo nie nadążała za pojazdami albo chowała się w zabudowaniach w obawie przed ogniem snajperów ukrytych w oknach, bądź własnej artylerii. Artyleria bez precyzyjnych koordynatorów nierzadko ostrzeliwała własne formacje. Czeczeńcy zagłuszali łączność radiową, lub wydawali po rosyjsku fałszywe rozkazy. Momentami dowództwo rosyjskie w ogóle nie kontrolowało sytuacji.
Straty rosyjskie w pierwszym ataku oceniano na 150-200 pojazdów bojowych i ok. 1000 żołnierzy. Biorąc pod uwagę, że naprzeciwko siebie mieli grupy uzbrojonych cywilów, pierwszą próbę zajęcia miasta można oceniać wyłącznie jako klęskę.
W czasie pierwszego szturmu największe straty poniosła 131 Majkopska Brygada Zmechanizowana z ugrupowania północnego. Paradoksalnie, była najlepiej zorganizowana i dowodzona, atakująca jako jedna z pierwszych weszła najdalej w głąb miasta. Odcięta w rejonie dworca kolejowego i rozproszona na nieduże oddziały straciła 190 żołnierzy, 20 z 26 czołgów, 102 ze 120 transporterów i wszystkie 6 zestawów p.lot. („Tunguska”). Jej d-ca płk. Sawin zginął w walce.

### Atak drugi
Do wieczora 2 stycznia, oddziały czeczeńskie w zasadzie zniszczyły siły rosyjskie w stolicy. Przez następne dwa dni prowadzono walki w poszczególnych dzielnicach miasta, głównie położonych na jego obrzeżach. 5 stycznia rano rozpoczął się ponowny ostrzał stolicy, a dzień później (6 stycznia) kolejny zmasowany atak. Tym razem jednak Rosjanie wyciągnęli wnioski z lekcji „nocy sylwestrowej” i diametralnie zmienili taktykę. Utworzyli 10-100 osobowe grupy szturmowe i atakowali przy wsparciu lotnictwa i artylerii wybrane obiekty w mieście. Dopiero po ich opanowaniu, wkraczały pozostałe oddziały i „oczyszczały” resztę kwartału. Po zajęciu centrum Rosjanie przypuścili atak na główny punkt oporu, nabierający już symbolicznego znaczenia pałac prezydencki. Płonący, żelbetowy gmach, bardziej bunkier niż pałac, zdobyli dopiero 19 stycznia. Sam Dudajew, pomimo że znajdował się w gmachu w czasie walk, zdołał z niego zbiec, a bojownicy utworzyli nową linię obrony na przepływającej przez miasto Sunży. Przez cały okres walk otrzymywali posiłki z głębi kraju. Dopiero 24 stycznia Rosjanie zamknęli pierścień okrążenia wokół Groznego i odcięli miasto od reszty kraju. Ostateczną kontrolę nad stolicą uzyskali 13 lutego.

## Skutki

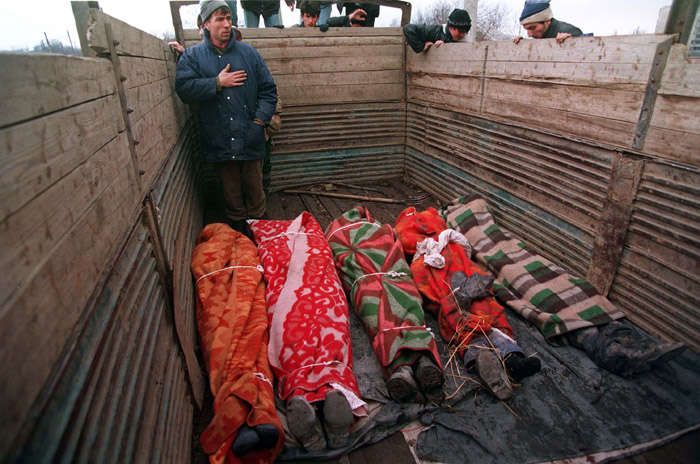
Cywilne ofiary szturmu

Rosjanie zdobyli Grozny w pełnym tego słowa znaczeniu, po krwawym szturmie, niemającym sobie równych od czasu operacji berlińskiej w 1945. Było to jednak klasyczne pyrrusowe zwycięstwo. Ich straty mierzyć należy jednak głównie w kategoriach politycznych. Do momentu rozpoczęcia walk w Groznym, interwencja w Czeczenii wciąż miała jednak pokojowy przebieg, nie zamykający drzwi do pertraktacji, które mogły doprowadzić do de facto rosyjskiej kontroli nad republiką. Atak na miasto wzmocnił Dudajewa, nadając mu rangę symbolu stojącego ponad podziałami. Wcześniej, jego pozycja lidera narodu czeczeńskiego nie dla wszystkich była oczywista, wielokrotnie musiał odpierać nawet zbrojne ataki opozycji. Olbrzymie straty w Groznym, ukazały całą słabość armii rosyjskiej i samej Rosji, tego czym była po rozpadzie ZSRR. Swoisty casus Groznego, pokazywał, że armię „wielkiego pogorzelca” można skutecznie bić i robiono to na terenie całej republiki, której los jeszcze do niedawna wydawał się przesądzony. Wzmacniał jednocześnie stronę separatystów czeczeńskich i narodów Kaukazu. W praktyce nie rozwiązywał problemu, który istnieje po dziś dzień, w postaci tlącego się konfliktu.